# Mapleton (Minnesota)
Mapleton es una ciudad ubicada en el condado de Blue Earth en el estado estadounidense de Minnesota. En el Censo de 2010 tenía una población de 1756 habitantes y una densidad poblacional de 463,75 personas por km².

## Geografía
Mapleton se encuentra ubicada en las coordenadas 43°55′33″N 93°57′15″O / 43.92583, -93.95417. Según la Oficina del Censo de los Estados Unidos, Mapleton tiene una superficie total de 3.79 km², de la cual 3.78 km² corresponden a tierra firme y (0.14%) 0.01 km² es agua.

## Demografía
Según el censo de 2010, había 1756 personas residiendo en Mapleton. La densidad de población era de 463,75 hab./km². De los 1756 habitantes, Mapleton estaba compuesto por el 97.44% blancos, el 0.8% eran afroamericanos, el 0.11% eran amerindios, el 0.46% eran asiáticos, el 0.06% eran isleños del Pacífico, el 0% eran de otras razas y el 1.14% pertenecían a dos o más razas. Del total de la población el 1.94% eran hispanos o latinos de cualquier raza.